# Trichomycterus aguarague
Trichomycterus aguarague es una especie de peces de la familia Trichomycteridae en el orden de los Siluriformes.

## Distribución geográfica
Se encuentra al sur de Bolivia.